# Stanislav Gross
Stanislav Gross (Praag, 30 oktober 1969 – aldaar, 16 april 2015) was een Tsjechisch sociaaldemocratisch politicus. Hij was van 19 juli 2004 tot 25 april 2005 premier van de Tsjechische Republiek.

## Loopbaan
Gross groeide op in Praag en studeerde rechtsgeleerdheid aan de Karelsuniversiteit Praag. Hij studeerde af aan de West-Boheemse Universiteit. Vanaf 2000 was hij minister van Binnenlandse Zaken in het kabinet van premier Miloš Zeman. Stanislav Gross werd na het opstappen van Vladimír Špidla in 2004 benoemd als jongste premier ooit van de Tsjechische republiek. Als gevolg van een regeringscrisis omtrent onduidelijkheid over de financiering van zijn appartement en de zakelijke activiteiten van zijn echtgenote Šárka Grossová nam hij echter in 2005 ontslag. 
Na zijn vertrek uit de politiek ging Gross aan de slag als advocaat. In 2007 opende de Tsjechische anti-corruptiepolitie een onderzoek naar Gross, nadat in de pers informatie was verschenen over zijn betrokkenheid bij twijfelachtige effectenhandel.

## Ziekte en overlijden
Gross leed aan de zenuwziekte Amyotrofe laterale sclerose (ALS). Hij overleed in 2015 op 45-jarige leeftijd aan deze ziekte.
- Gemeinsame Normdatei: 1069653985
- International Standard Name Identifier: 0000 0000 7910 2974
- Library of Congress Control Number: no2005066237
- Nationale Bibliotheek van Tsjechië: jn20000400818
- Système universitaire de documentation: 112208657
- Virtual International Authority File: 61280669
- WorldCat: E39PBJpV8Y78Pbj4jCwrPRYwYP